# Castillo de Vélez-Blanco

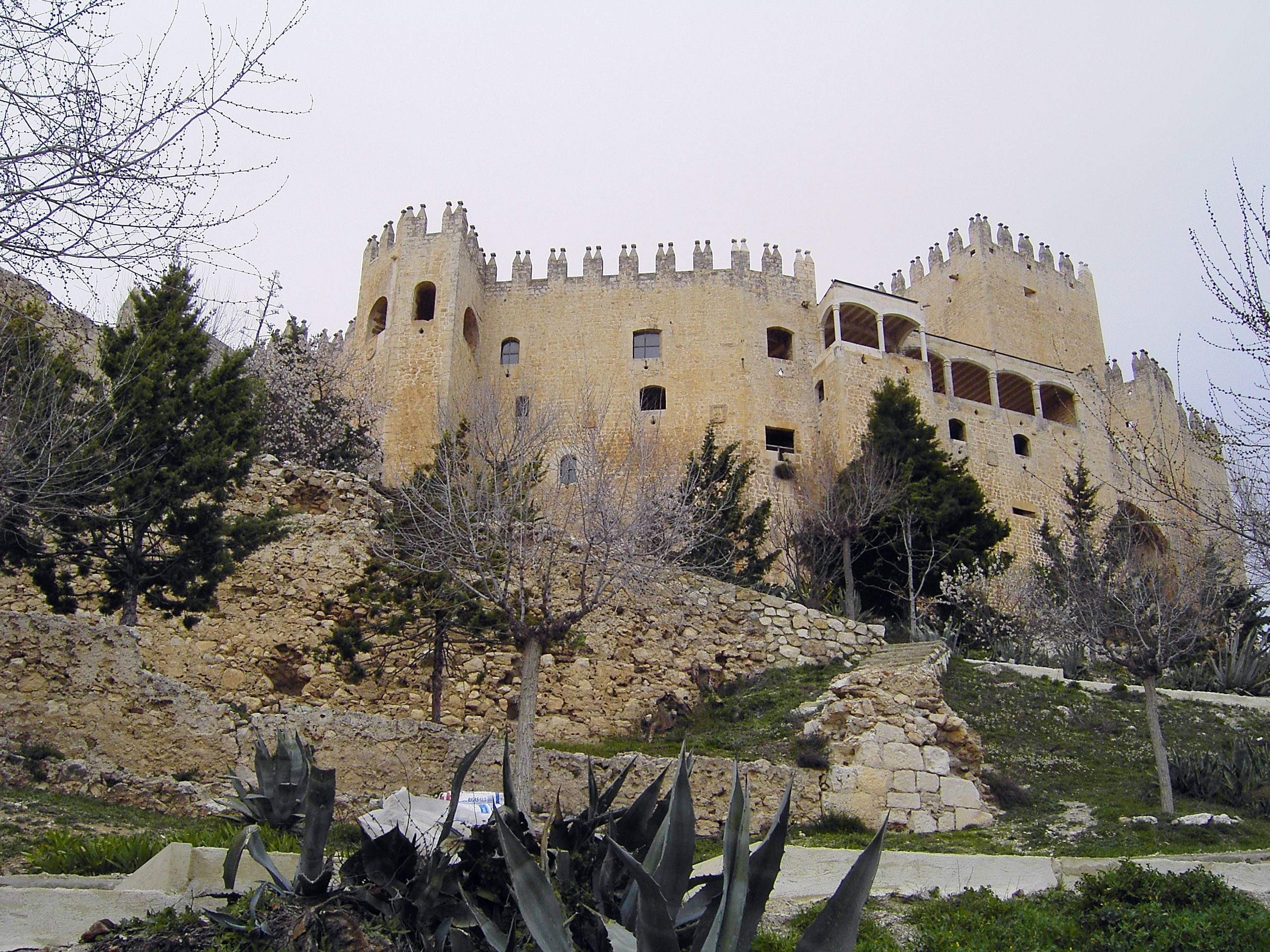
Burg von Vélez-Blanco

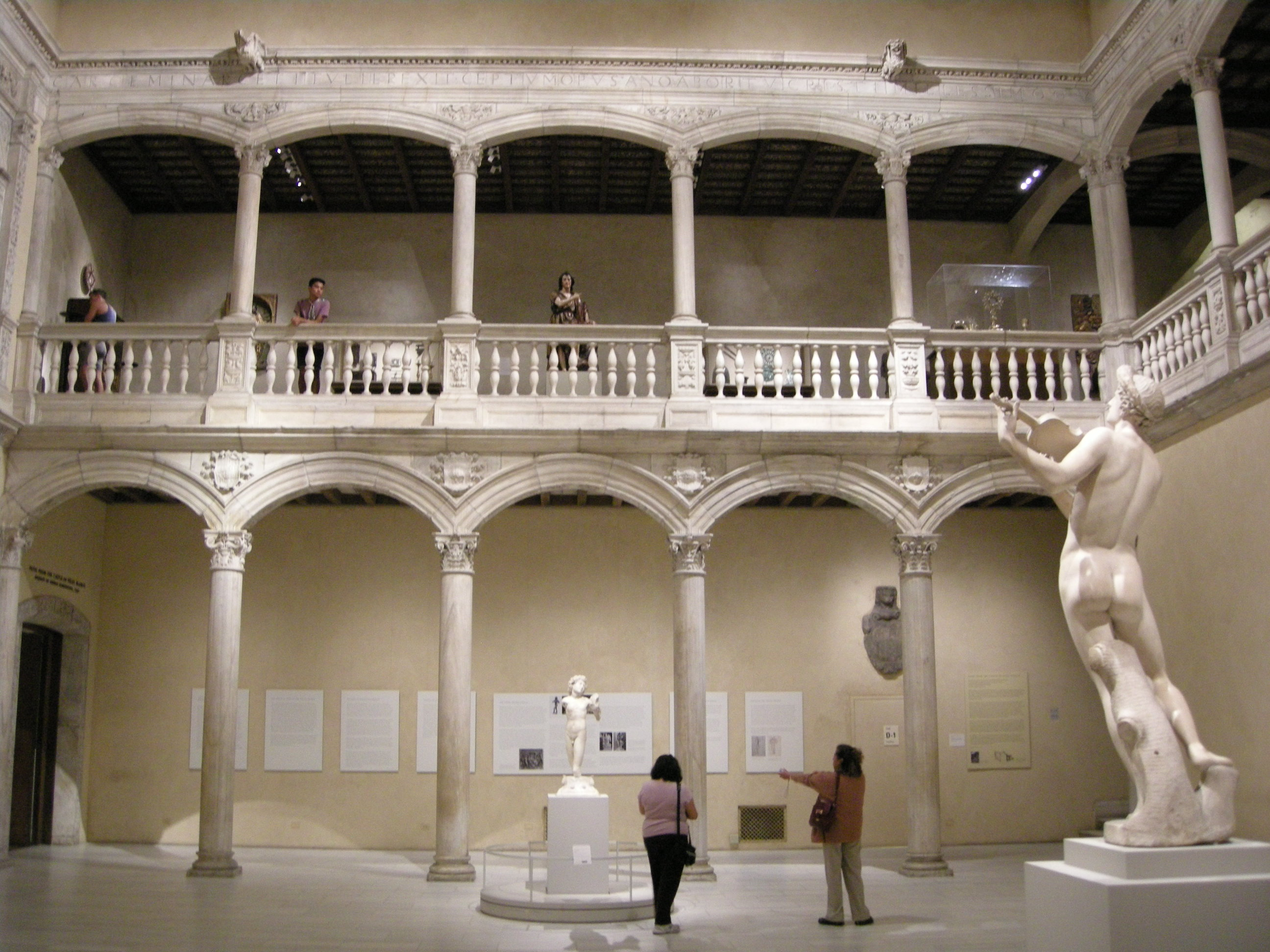
Patio der Burg im Metropolitan Museum of Art

Das Castillo de Vélez-Blanco ist eine Burg in Vélez-Blanco, einer Gemeinde in der Provinz Almería der Autonomen Region Andalusien (Spanien), die Anfang des 16. Jahrhunderts errichtet wurde. Die Burg, hoch über dem Ort Vélez-Blanco, ist ein geschütztes Baudenkmal (Bien de Interés Cultural).

## Geschichte
Der im Renaissancestil geschaffene Bau mit unregelmäßigem Grundriss wurde von Francesco Florentini entworfen. Er besteht aus zwei Baukörpern, die mit zwei Bögen miteinander verbunden sind, welche einen Graben überbrücken. Der kleinere, niedrigere Bau besitzt Schießscharten für Geschütze. Der größere Bau, auf sechseckigem Grundriss, hat mehrere Türme, von denen der Hauptturm (Torre del homenaje) die Burg überragt. Alle Mauern und Türme sind mit paarweise angeordneten Zinnen bekränzt.
Der Patio der Burg wurde 1913 an George Blumenthal verkauft, der ihn 1945 dem Metropolitan Museum of Art in New York schenkte. Der Patio ist dort in der Bibliothek originalgetreu wiederaufgebaut.